# Raión de Rozhniativ
Rozhniátiv (en ucraniano: Рожнятівський район) fue un raión o distrito de Ucrania en el óblast de Ivano-Frankivsk. En la reforma territorial de 2020, su territorio fue incluido en el raión de Kálush.
Comprendía una superficie de 1300 km².
La capital era el asentamiento de tipo urbano de Rozhniátiv.

## Demografía
Según estimación 2010 contaba con una población total de 75400 habitantes.

## Otros datos
El código KOATUU es 2624800000. El código postal 77600 y el prefijo telefónico +380 3472.